# Haus Maschstraße 25 (Hannover)

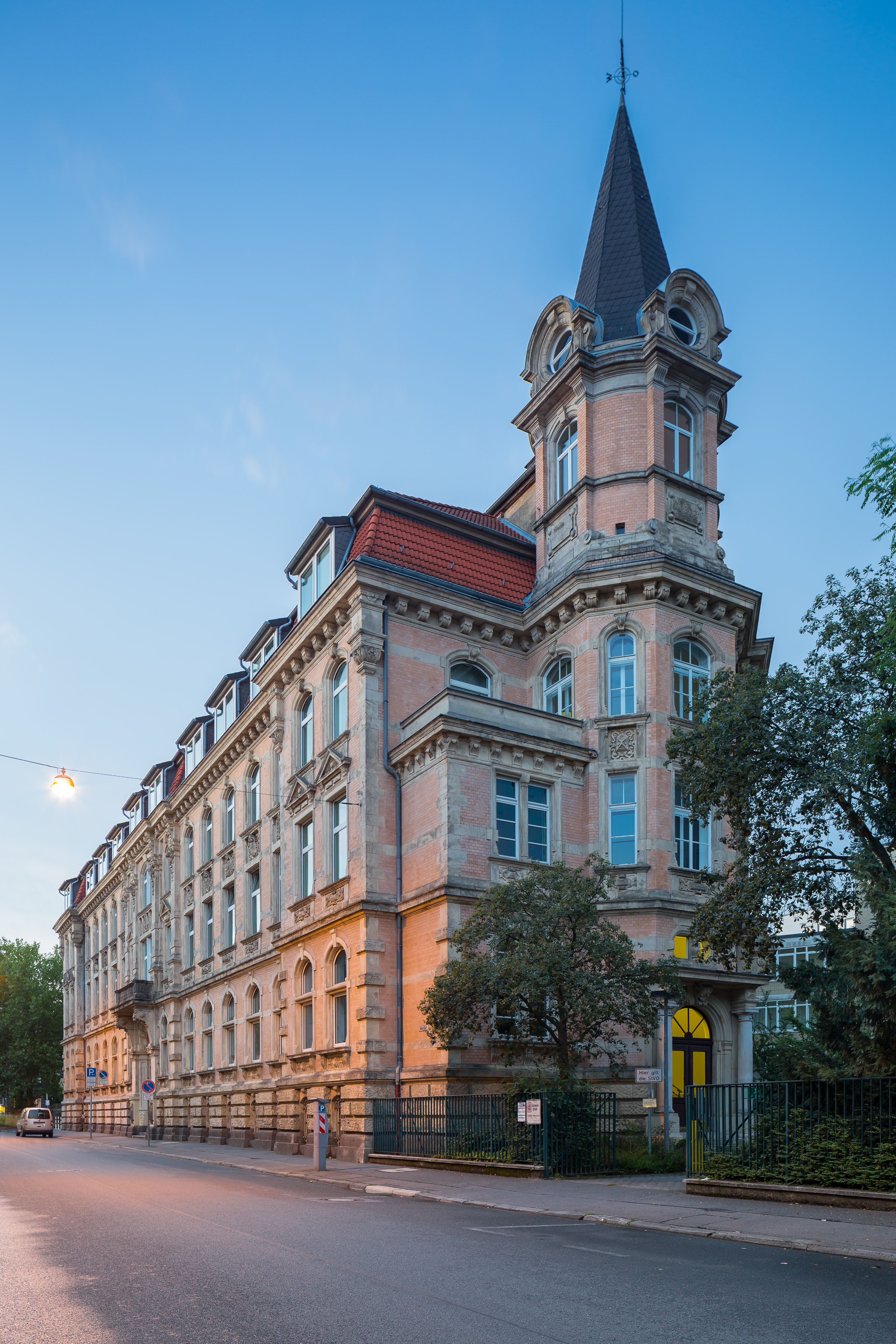
Das Haus Maschstraße 25, heute Sitz der Region Hannover

Das Haus Maschstraße 25 ist ein Bürogebäude im hannoverschen Stadtteil Südstadt, das 1892–1894 als Sitz der Alters- und Invaliditäts-Versicherungsanstalt Hannover (später Landesversicherungsanstalt Hannover, heute Deutsche Rentenversicherung Braunschweig-Hannover) errichtet wurde.

## Geschichte
Durch das am 24. Mai 1889 vom Reichstag verabschiedete Gesetz, betreffend die Invaliditäts- und Altersversicherung wurde der Aufbau der deutschen Rentenversicherung beschlossen. In den Ländern wurden Versicherungsanstalten gegründet, die für einen bestimmten Bereich zuständig waren. Für die Provinz Hannover wurde dies die Alters- und Invaliditäts-Versicherungsanstalt Hannover, die in der Maschstraße ihren Verwaltungssitz errichten wollte. 
Ein Wettbewerb für ein mehrgeschossiges Gebäude auf einem spitzwinkligen Grundstück zwischen der Maschstraße und der Hildesheimer Straße wurde ausgelobt, aus dem der Architekt Heinrich Siepmann siegreich hervorging. Nach seinem Entwurf wurde von 1892 bis 1894 der repräsentative Bau in der Formensprache der Neorenaissance errichtet. Historische Wappen an der Fassade spiegeln den Zuständigkeitsbereich der Versicherungsanstalt wider: 

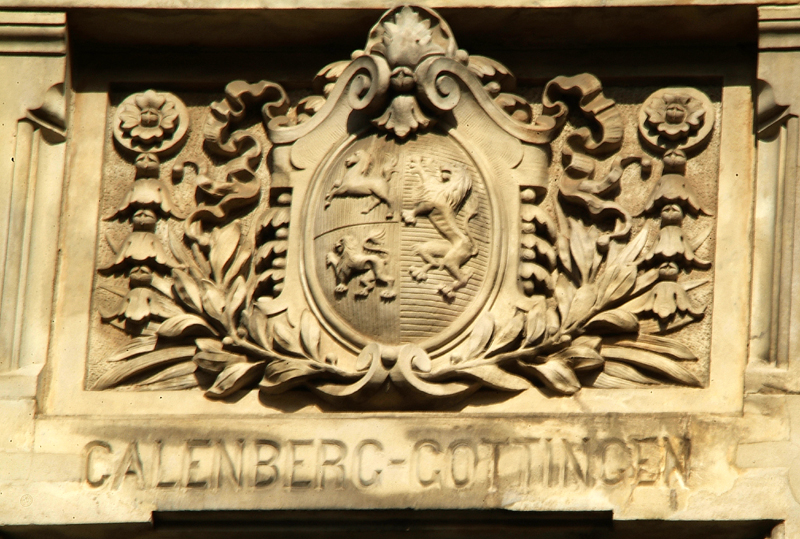
Calenberg-Göttingen
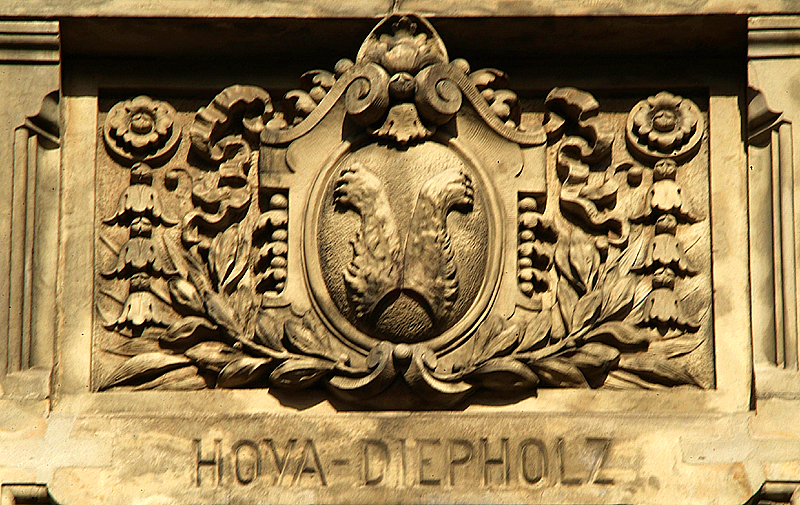
Hoya-Diepholz
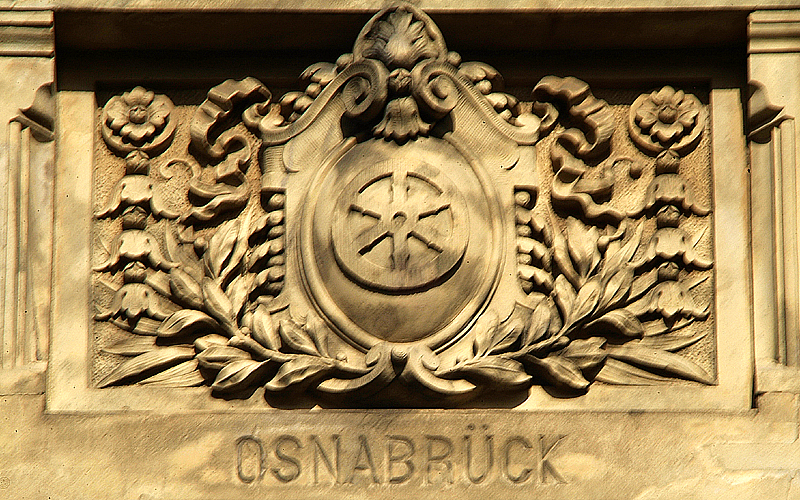
Osnabrück
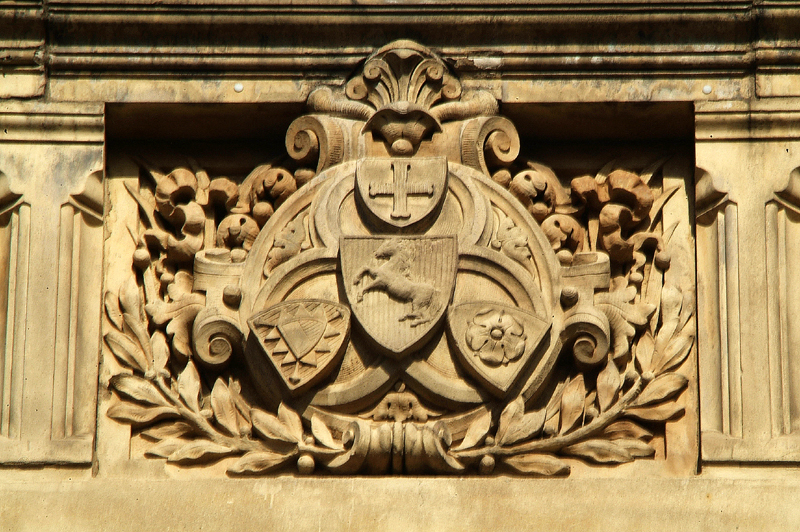
Wappen der Versicherungsanstalt

Das Gebäude war einer der ersten größeren Verwaltungsbauten in der Südstadt und ist noch heute von herausragender städtebaulicher Bedeutung: Ein „5/8-Turm mit dem angelagerten zweigeschossigen Altan“ betont die Eckgestaltung zur „ehemaligen Lehzenstraße“ und ist markanter Sichtpunkt für die Straßeneinfahrt aus der Langensalzastraße. In der ersten Hälfte des 20. Jahrhunderts wurde das Gebäude durch mehrere Anbauten in Richtung der Hildesheimer Straße erweitert.

## Heutige Nutzung
1974 kaufte der Landkreis Hannover den Gebäudekomplex und bezog ihn 1978 mit seiner Verwaltung. Nach der Bildung der Region Hannover 2001 als Rechtsnachfolger des Landkreises Hannover und des Kommunalverbandes Großraum Hannover wurde im Mai 2007 ein circa 300 Mitarbeitern Platz bietender Anbau zum Regionshaus in der Hildesheimer Straße bezogen.

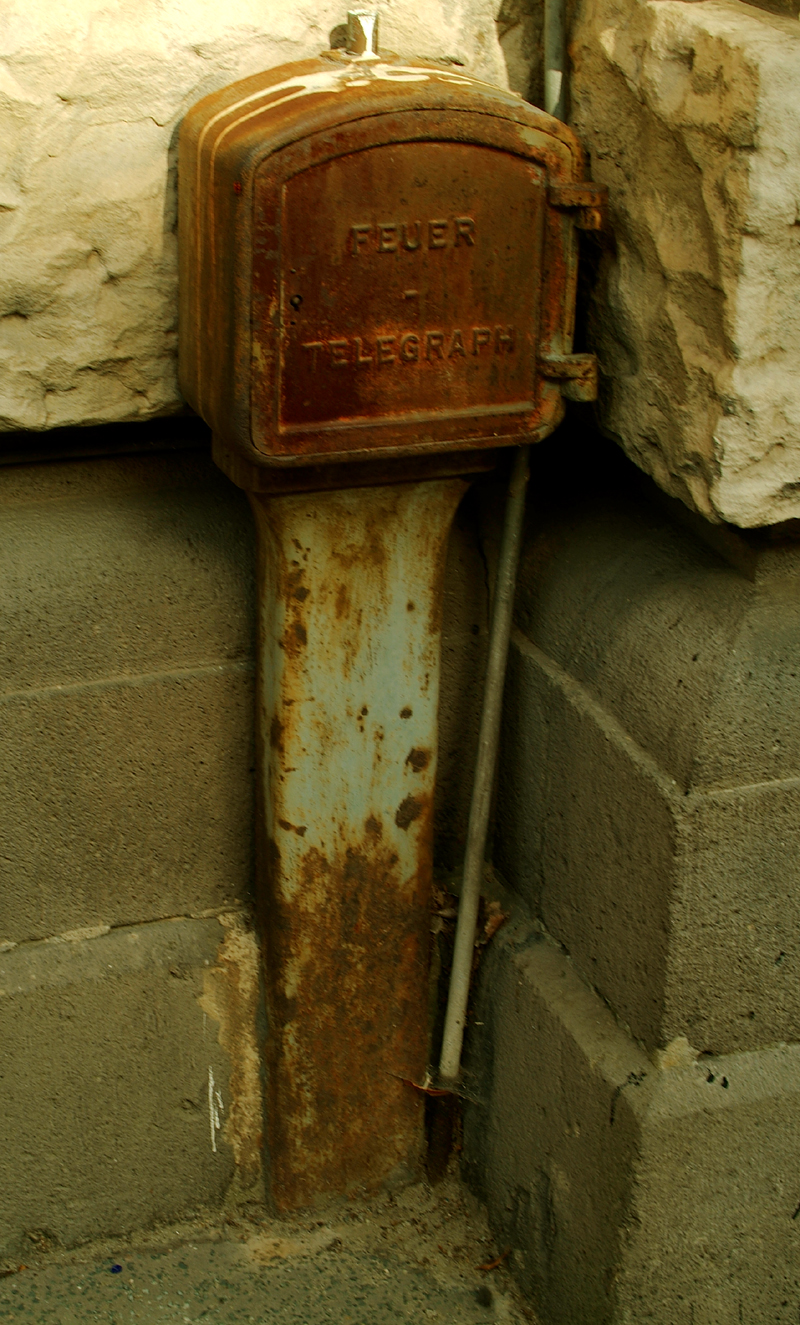
Detail: Historischer „Feuer-Telegraph“ links neben dem Eingangsportal